# Matthew Pell

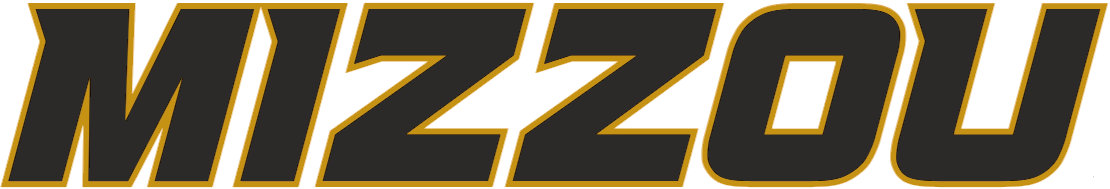
Zawodnik Missouri Tigers

Matthew Pell (ur. 13 czerwca 1984) – amerykański zapaśnik. Brązowy medalista mistrzostw panamerykańskich w 2005 roku.
Zawodnik Luxemburg-Casco High School z Luxemburga i University of Missouri. Dwa razy All-American (2005, 2007) w NCAA Division I, trzeci w 2007 i siódmy w 2005 roku, potem trener.